# Fransummer-Wierummerpolder
De Fransummer-Wierummerpolder (de tegenwoordige spelling is Fransumer-Wierumerpolder) is een voormalig waterschap in de provincie Groningen.
De polder lag tussen het dorpen Aduard en Den Ham en het Aduarderdiep, ten noorden van de Lindt. De noordgrens liep door het veld, halverwege Fransum en Den Ham.
Het schap loste zijn water via vier duikers (pompen) op het Aduarderdiep. Een gedeelte van het gebied werd bemalen door de nog bestaande poldermolen De Eolus. Door de aanleg van het Van Starkenborghkanaal is het waterschap in tweeën geknipt. Voor het gedeelte ten zuiden van het kanaal is een eigen bemaling opgericht, onder de naam Nijlandsterpolder.
Waterstaatkundig gezien liggen beide gebieden, ten noorden en ten zuiden van het kanaal, sinds 1995 binnen dat van het waterschap Noorderzijlvest.